# گوی‌چای
گوی‌چای (به ترکی آذربایجانی: Göyçay) شهری در شهرستان گوی‌چای کشور جمهوری آذربایجان است. جمعیت این شهر بر اساس سرشماری سال ۱۹۸۹ میلادی، ۳۰٫۹۳۴ نفر و بر اساس سرشماری سال ۲۰۰۸ میلادی، ۳۵٫۲۰۰ بوده‌است.

## روابط بین‌المللی

### شهرهای خواهر خوانده
| - والمونتونه، ایتالیا، (از سال ۲۰۱۴) |